# Штучна ялинка

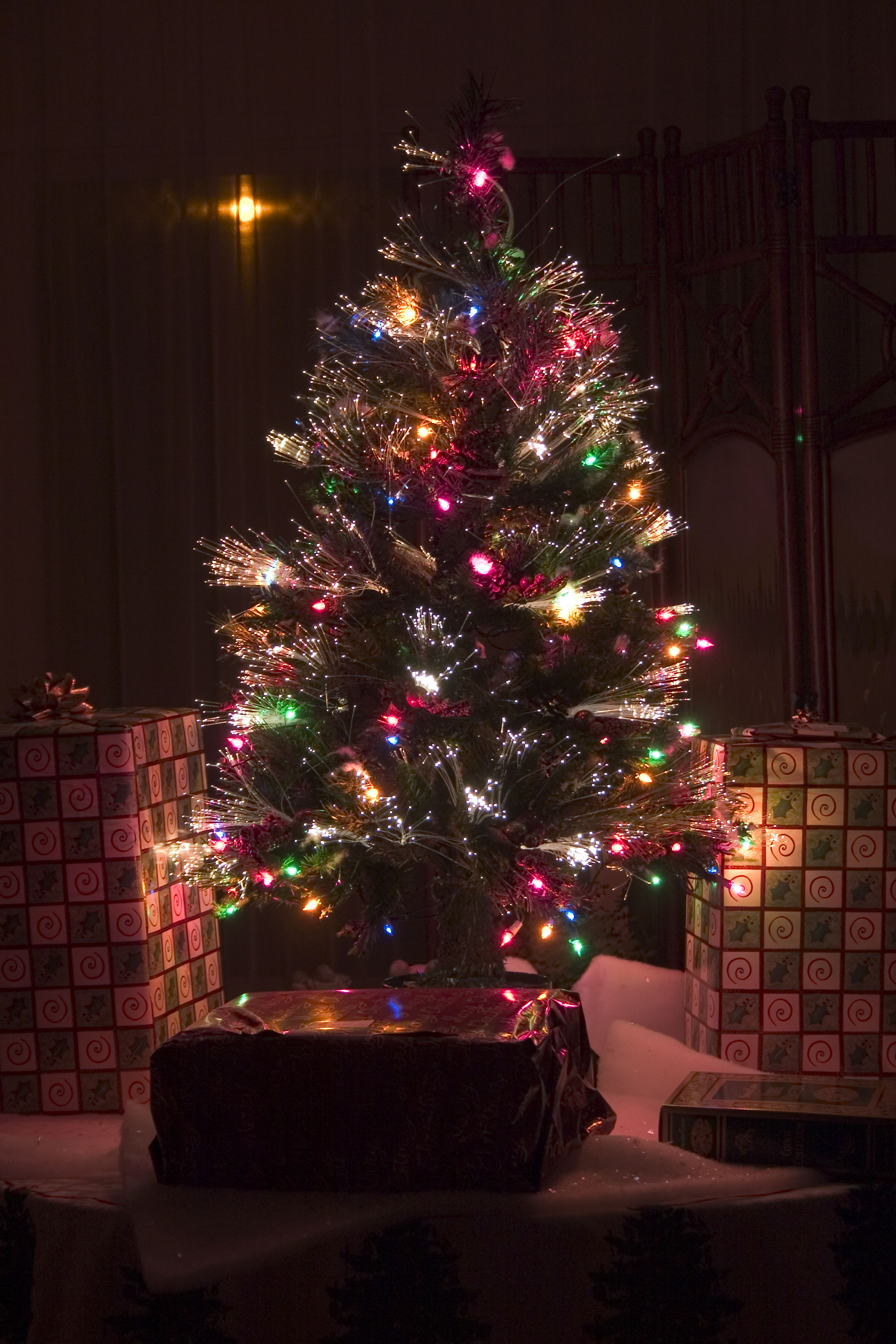
Штучна ялинка з оптоволокна

Штучна ялинка — конструкція у вигляді новорічної живої ялинки, використовувана зазвичай в період новорічних свят. Найперші штучні ялинки виготовляли з дерева, у вигляді пірамід, оформлених, як новорічна ялинка, або з використанням пташиного пір'я. Обидва види були винайдені німцями. Сучасні штучні ялинки виготовляються з полівінілхлориду; також доступні інші різновиди — наприклад, з алюмінію або оптоволокна.

## Історія
Перші штучні ялинки з'явилися в Німеччині в 19 столітті, однак існують і більш ранні екземпляри. Вони виготовлялися з використанням гусячого пір'я, пофарбованого у зелений колір. Німецькі «пір'яні дерева» були однією з відповідей німців на прогресуюче знеліснення Німеччини. Розроблені в 1880-х роках, штучні ялинки з гусячого пір'я придбали велику популярність на початку 20-го століття. Зрештою, вони дісталися до Сполучених Штатів, де з таким же успіхом придбали велику популярність.
У США штучні ялинки фактично випередили використання справжніх «різдвяних дерев». Ці перші «дерева» були дерев'яними пірамідами, виконаними у формі дерева, і підсвіченими свічками. Вони були створені в Вифлеємі (штат Пенсільванія) в 1747 році.

## Види штучних ялинок

### З пір'я

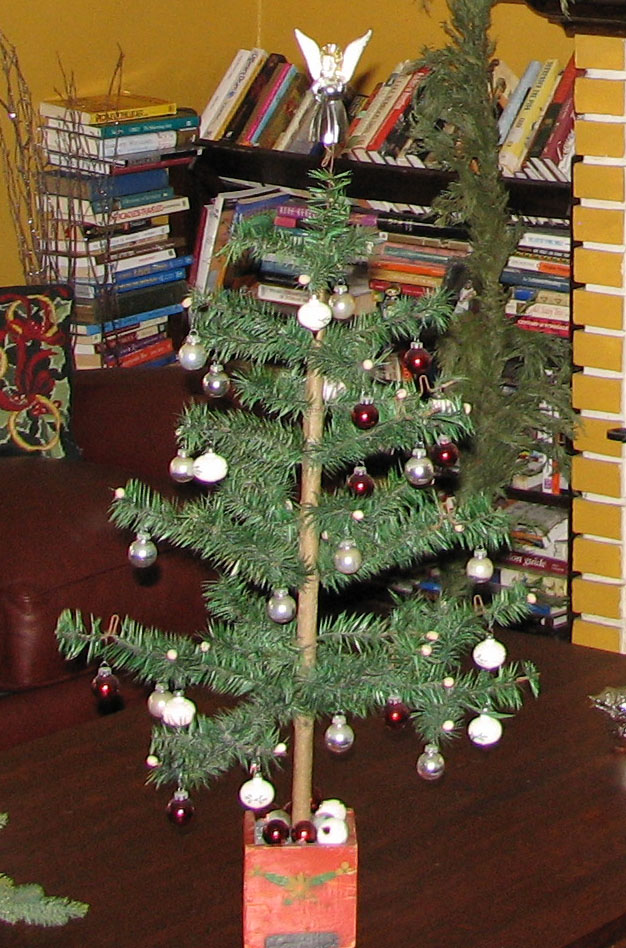
Штучна ялинка з пір'я

Штучні ялинки з пір'я виготовлялися з гусячого пір'я, пофарбованого у зелений колір і приєднаних до дротяних «гілок», які були обгорнуті навколо стовбура. Вони мали самі різні розміри: від маленьких 2-дюймових до великих 98-дюймових, що продавалися в універмагах в 1920-х роках Часто гілки закінчувалися штучними червоними «ягодами», які грали роль свічників. Гілки були широко рознесені, що дозволяло уникнути загоряння від свічок і давало більше простору для прикрас. Як інші переваги «пір'яних ялинок» називалися відсутність необхідності кожного разу ходити за новою ялинкою і відсутність впавших голок..

### З алюмінію

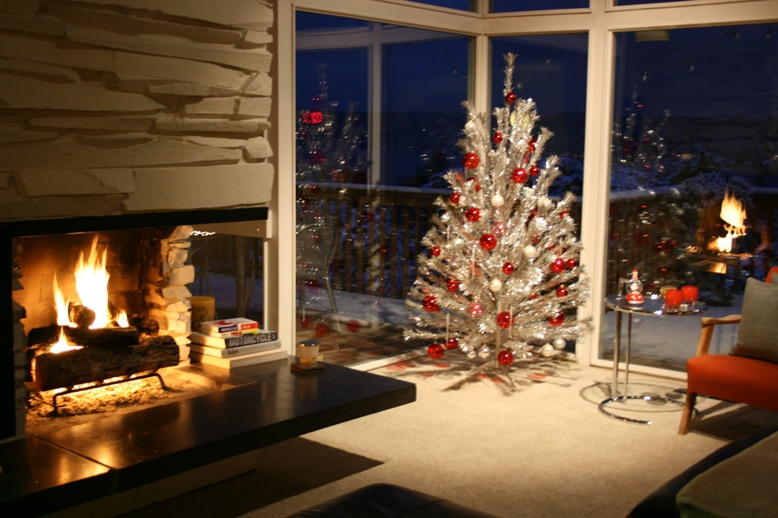
Штучна ялинка з алюмінію

Існує також вид штучних ялинок, що виготовляються здебільшого з алюмінію. Спочатку вони з'явилися в США: спочатку — в Чикаго в 1958 році, потім — у Манітовоку, де стали виробляти більшість таких «дерев». Алюмінієві штучні ялинки виробляли до 1970-х років, а пік їх популярності припав приблизно на 1965 рік. Але в тому році вперше вийшов на екрани короткометражний мультфільм «Різдво Чарлі Брауна», якому приписується негативний вплив на подальші продажі алюмінієвих штучних ялинок.